# Simplicia renota
Simplicia renota är en fjärilsart som beskrevs av Swinhoe 1906. Simplicia renota ingår i släktet Simplicia och familjen nattflyn. Inga underarter finns listade i Catalogue of Life.